# Reidnitocrella pseudotianschanica
Reidnitocrella pseudotianschanica is een eenoogkreeftjessoort uit de familie van de Ameiridae. De wetenschappelijke naam van de soort is voor het eerst geldig gepubliceerd in 1973 door Sterba.